# 倍壓器
倍壓器（voltage doubler）是提昇電壓的電路，利用輸入電壓將電容器充電，並且利用電路的切換，在理想情形下，可以使電容器的電壓恰為輸入電壓的二倍。
最簡單的倍壓器是一種特殊的整流器，輸入是交流電壓，輸出是兩倍的直流電壓，其切換元件為二極體，其切換只是因著輸入電壓的正負電壓變化而切換導通或關閉。直流－直流的倍壓器像交流－直流的倍壓器，只是根據輸入電壓的正負變化而進行切換，需要驅動電路來控制其切換，多半也需要可受控的切換元件，例如電晶體。
倍壓器是多倍压器電路的一種變形，許多（不過不是所有）的倍壓器可以視為高倍率倍壓器中的一級，若組合數個倍壓器，可以達到更高的倍率。

## 倍壓整流器

### 维拉德氏电路

圖一：维拉德氏电路

维拉德氏电路（Villard circuit）得名自保罗·乌尔里希·维拉德，是由變壓器加上電容器及二極體所組成，其架構非常簡單，但輸出漣波的特性很差，此電路本質上是二極體箝位電路，電容器是由交流電源的負半週（Vpk）充電，輸出電壓是由輸入的交流電壓及電容器的穩定直流電壓疊加後的結果，此電路在調整輸出電壓的直流分量，將交流電壓的電壓最小值調整到0 V（若考慮二極體壓降，為−VF），因此交流電壓的電壓最大值調整到2Vpk，但其峰對峰的漣波為2Vpk，而且此漣波無法用濾波的方式改善，若要改善，就要將倍壓器改為較複雜的電路。此電路的二極體若反向，可用來產生微波爐磁電管需要的高負電壓。

### 格賴納赫電路

圖二：格賴納赫電路

格賴納赫電路（Greinacher circuit）比维拉德氏电路多了一些元件，但其效果有很大的改善，漣波已明顯減小，若在負載開路的條件下，漣波為零，但若負載非開路，漣波則視負載的電阻及電路中的電容而定。格賴納赫電路的第一級為维拉德氏电路，後面是包絡檢波器，消去大部份的漣波，但保持輸出的峰值電壓。
此電路最早是由海因里希·格賴納赫在1913年發明，在1914年發表，目的是提供他新發明离子计所需的200–300 V電源，而當時蘇黎世電廠只能提供110V的交流電。他後來（1920年）將此概念延伸，級聯後成為多倍压器。格賴納赫電路的級連常被誤稱為是维拉德級連（Villard cascade）。此電路也被稱為克羅夫特–沃爾頓產生器，因為欧内斯特·沃尔顿在和約翰·考克饒夫製作粒子加速器的過程中，也曾在1932年獨立發現此電路。

圖三：兩個極性相反的格賴納赫電路

上述電路的概念可以延伸，用一組交流電源提供兩個極性相反的格賴納赫電路，可以形成四倍壓電路（quadrupler circuit）。總輸出是跨過這兩組電路的輸出。如同（德隆）橋式電路一様，此電路輸入側和輸出側的參考點電位不同，不能同時接地。

### 德隆電路

圖三：德隆倍壓電路

德隆電路（Delon circuit）利用橋狀拓扑來進行電壓倍壓。此電路曾經用在陰極射線管的電視中，作為高電壓的電源。家用設備上用變壓器產生超過5kV以上的電壓會有安全上的問題，而且在任何箱體內都不具經濟效益。不過黑白電視需要10kV的高壓電，彩色電視需要的電壓更高。此時就會使用倍壓器，可能電壓是來自主變壓器的高壓繞組，或是來自回扫变压器輸出的波形。
此電路包括兩個半波的波峰檢波器，動作原理和格賴納赫電路中的相同。兩個波峰檢波器會分別在輸入波形兩個相反的半週內動作。因為其輸出是串接的，因此輸出會是輸入電壓的二倍。

## 開關電容器電路

圖五，開關電容器的倍壓器是讓充電的電容器在並聯及串聯之間反覆切換

可以只用上述提到的二極體和電容電路進行直流電壓源的倍壓，作法是在倍壓器前加上斬波器，在效果上，是在進入位壓電路前先將直流電壓轉換為交流。比較有效率的作法是用外部的時脈去驅動切換用元件，因此可以同時進行倍壓及斬波，這類電路一般稱為開關電容器電路。這類的電路可以用一些應用是用低電壓的電池供電，但積體電路需要的電壓較高的情形。通常在基板上會有產生時脈訊號的積體電路，可能只需要一些輔助電路（或其完全不要輔助電路）即可產生時脈。
在概念上，圖五也許是最簡單的開關電容器電路組態。此處的二個電路並聯，以相同的電壓充電，接著電源不通到電容器，開關切換，使兩個電容串聯，並將串聯後的電壓接到輸出，即為輸入電壓的兩倍。有許多不同的開關零件可以用在此電路中，不過在積體電路中，多半會選用MOSFET作為開關零件。

圖六，电荷泵倍壓器的電路

另一個相關的概念是電荷泵，圖六是电荷泵的一個版本，电荷泵的電容CP先由電源充電，之後電容CP和電源串聯，和輸出電容CO充電，因此CO最後會充到電源的二倍。可能需要幾個週期才能將CO充飽，但若到達穩態，CP只需要提供很少的電荷，相當於CO提供給負載需要的電荷。當CO切離電容CP時，CO會對負壓放電，因此輸出電壓會有漣波，若時脈較快，充電時間較短，漣波也會變小，也比較容易濾除。而且對應相同的鏈波規格，可以選用較小的電容器。實務上積體電路中最快的時脈頻率會是數百kHz。

### 迪克森電荷泵

圖七，迪克森電荷泵的倍壓電路

迪克森電荷泵（Dickson charge pump）是由級聯的二極體/電容器單元組成，每個電容器的一側由時脈訊號驅動。此電路可視為是科克羅夫特沃爾頓多倍倍壓器（Cockcroft-Walton multiplier）的變體，但不用交流訊號，而是用直流輸入和時脈訊號來作為切換信號。迪克森多倍倍壓器一般會需要一些單元是由相序相反的時脈來驅動。不過因為圖七的迪克森位壓器只有一級，因此只需要一個時脈訊號即可。
迪克森位壓器常用在積體電路中，在電源電壓（可能由電池提供）比工作電壓低時可以產生工作電壓。積體電路製造時其所有半導體元件都是同一型的，為其優點。許多積體電路中的基礎邏輯方塊是MOSFET，因此二極體常用MOSFET代替，但短接後有像二極體一樣的特性，稱為diode-wired MOSFET。圖八是一個用n通道增強型MOSFET代替二極體的迪克森電荷泵。

圖八，利用MOSFET短路成二極體（diode-wired MOSFET）組成的迪克森電荷泵倍壓電路

有許多針對迪克森多倍倍壓器的修改及提昇，許多都著重在減少電晶體的源-洩極電壓，若輸入電壓很小時（例如快沒電的電池），這個改善的影響就相當的大。若用理想的切換元件，輸出電壓會是輸入電壓的整數倍（倍壓器為二倍），但若用一個電池為輸入來源，以MOSFET為開關，其輸出會遠小於理想值，因為一些電壓在通過二極體時要克服其電壓降，因此被消耗掉了。若電路是用分立元件組成，比較適合用肖特基二极管作為切換元件，因為導通時其電壓降非常小。不過積體電路設計者較傾向使用MOSFET，而不是用其他元件來增加電路的複雜性。
例如鋰電池的標準電壓為1.5V，若配合倍壓器，且切換元件沒有壓降，其輸出會是3.0 V。不過短路成二極體的MOSFET，導通時的閘極臨限電壓至少是0.9 V.。倍壓器只能將輸出從0.6 V提昇到2.1 V。若再考慮最後一級平滑電晶體的壓降，若不用多級倍壓器，無法作到提昇電壓的效果。而肖特基二极管導通時的壓降只有0.3 V。用肖特基二极管的倍壓器可以將電壓提昇到2.7 V，過平滑二極體後也有2.4 V。

### 交叉耦合切換式電容器

圖九，交叉耦合切換式電容倍壓電路

交叉耦合切換式電容器的特點是輸入電壓可以非常小，像以電池為電源的無線設備（如呼叫器、藍芽設備）只用一個電池供電，需要在電池放電到電壓小於1V時，仍可以提供電力。
當時脈{\displaystyle \phi _{1}\ }為低電位時，電晶體Q2關閉，同時時脈{\displaystyle \phi _{2}\ }為高電位，因此電晶體Q1會導通，使Vin充電到電容C1。當{\displaystyle \phi _{1}\ }變成高電位時，C1提升到Vin的二倍，同時開關S1導通，因此輸出端有電壓，此時Q2導通，使C2充電。在另外半個週期，{\displaystyle \phi _{1}\ }為低電位，{\displaystyle \phi _{2}\ }為高電位，因此S1導通，S2關閉，因此輸出電壓2Vin會由此電路的二個部份輪流輸出。
此電路中沒有短路成二極體MOSFET，因此也沒有閘極臨限電壓的問題，為其優點。此電路的另一個優點是漣波頻率加倍，原因是因著時脈相位的不同，此電路可以等效為是二個倍壓器輪流提供輸出電壓。不過其雜散電容較迪克森電荷泵大很多，而且電路的損耗也比較大。